# Décollage immédiat
 (septembre 2024).
Décollage immédiat est une série télévisée française en 6 épisodes de 52 minutes créée par Aline Issermann, diffusée du 23 juin 1999 au 7 juillet 1999 sur France 2 puis sur Canal Jimmy, NT1 et Action.

## Synopsis
Le quotidien des différents employés de la compagnie aérienne Air Union, basée à l'aéroport français de Roissy. Ces hommes et ces femmes ordinaires sont confrontés au pire des stress : celui de l'imprévu. Ils ne dorment pas, ne sont jamais tranquille. Toujours sur le qui-vive, à chaque instant, ils doivent être prêts à un éventuel problème et le résoudre au plus tôt. Entre leur vie privée, leurs soucis et leurs peines, tous vont devoir faire face, à un moment ou à un autre, à des circonstances hors du commun...

## Distribution
- Philippe Bardy : Arcadi Chayevsky
- Christian Brendel : Alain Sartey
- Pierre-Marie Escourrou : Jean-Marie Cavallier
- Gérard Rinaldi : Vincent Malart
- Laure Marsac : Sophie Delauney
- Sabine Haudepin : Désirée Nordmann
- Aurélien Recoing : Roland Bartholdi

## Épisodes
1. L'Enfance volée
2. La Chute d'Icare
3. Le Syndrome de Janus
4. Les Ailes de la ville
5. Souvenirs, souvenirs
6. La Rançon de l'oubli